# Departamento San Ignacio
Das Departamento San Ignacio ist eine Verwaltungseinheit der Provinz Misiones und ist im Nordosten Argentiniens gelegen. 
Es grenzt im Norden an Paraguay, im Osten an die Departamentos Libertador General San Martín und Cainguás, im Süden an das Departamento Oberá und im Südwesten das Departamento Candelaria. 
Die Hauptstadt des Departamento San Ignacio ist das gleichnamige San Ignacio.

## Städte und Gemeinden
Das Departamento San Ignacio ist in folgende Gemeinden aufgeteilt:
- Colonia Polana
- Corpus
- General Urquiza
- Gobernador Roca
- Hipólito Yrigoyen
- Jardín América
- San Ignacio

Koordinaten: 27° 12′ S, 55° 24′ W